# قدس عربی
قدس عربی (به انگلیسی: Al-Quds Al-Arabi)، (به عربی: القدس العربی)، یک روزنامهٔ مستقل پان‌عربی است که از ۱۹۸۹ میلادی در لندن منتشر می‌شود. این روزنامه متعلق به مهاجران فلسطینی است و عبدالباری عطوان که متولد اردوگاه پناهندگان فلسطینی در باریکهٔ غزه می‌باشد ویراستاری آن را بر عهده دارد. شعار آن «روزانه، سیاسی، مستقل» است. تیراژ آن حدود ۱۵،۰۰۰ تا ۵۰،۰۰۰ برآورد شده است. این روزنامه به علت حمایت شدید از آرمان فلسطین و رویارویی با اسرائیل مشهور است، بخصوص در مقایسه با دیگر روزنامه‌های عربی خارجی مثل الشرق الاوسط و الحیات که متعلق به اعضای خانوادهٔ سلطنتی سعودی می‌باشند. همچنان که از شعار آن نیز مشخص است، این روزنامه این تمایز را با تاکید بر استقلال مالکیت و دیدگاهش، نسبت به دیگر روزنامه‌های عربی نشان می‌دهد. عبدالباری عطوان بعد از 25 سال مدیریت این روزنامه در تیر 92 از سردبیری روزنامه القدس العربی استعفا کرد. "احمد المصری" مسئول سایت روزنامه القدس العربی در گفتگو با خبرنگار خبرگزاری فارس در مورد استعفای "عبدالباری عطوان" گفت: عطوان در اثر تهدیدات و فشارهای محافل سیاسی و اطلاعاتی عربی و صهیونیستی دست به چنین اقدامی زده است. 